# Blacklion
Blacklion (irisch An Blaic, früher An Leargaidh genannt) ist ein Dorf im Nordwesten des County Cavan in der Republik Irland. Es liegt an der Grenze zum County Fermanagh in Nordirland und nicht weit vom County Leitrim. Es befindet sich zwischen den zwei Seen des Lough Macnean. Nachbargemeinde ist das weniger als einen Kilometer entfernte Belcoo im County Fermanagh.

## Geschichte
Das Dorf liegt im Townland Tuam (irisch: Tuaim – dt. „Tumulus“). Ein Cairn, der Bullaun von Killinagh (St Brigid’s stone), eine Steinkiste und zwei Ringforts (oder Cashels) innerhalb des Townlands sind Zeugnis der frühen Besiedlung. Die Ruinen der mittelalterlichen Killesher Church liegen etwa vier km südöstlich von Blacklion.
Der Ort wird 1594 in den Annalen der vier Meister im Zusammenhang mit der Belagerung von Enniskillen im County Fermanagh erwähnt. Die Belagerung erfolgte durch die Rebellen unter Aodh Mór Ó Néill, 2. Earl of Tyrone. Sie markiert den Beginn der Tyrone-Rebellion (Neunjähriger Krieg (Irland)), die bis 1603 dauerte.
Die Boulder Tombs, die Portal Tombs und die Wedge Tombs im Townland Burren und das Sweat house von Legeelen liegen in der Nähe.

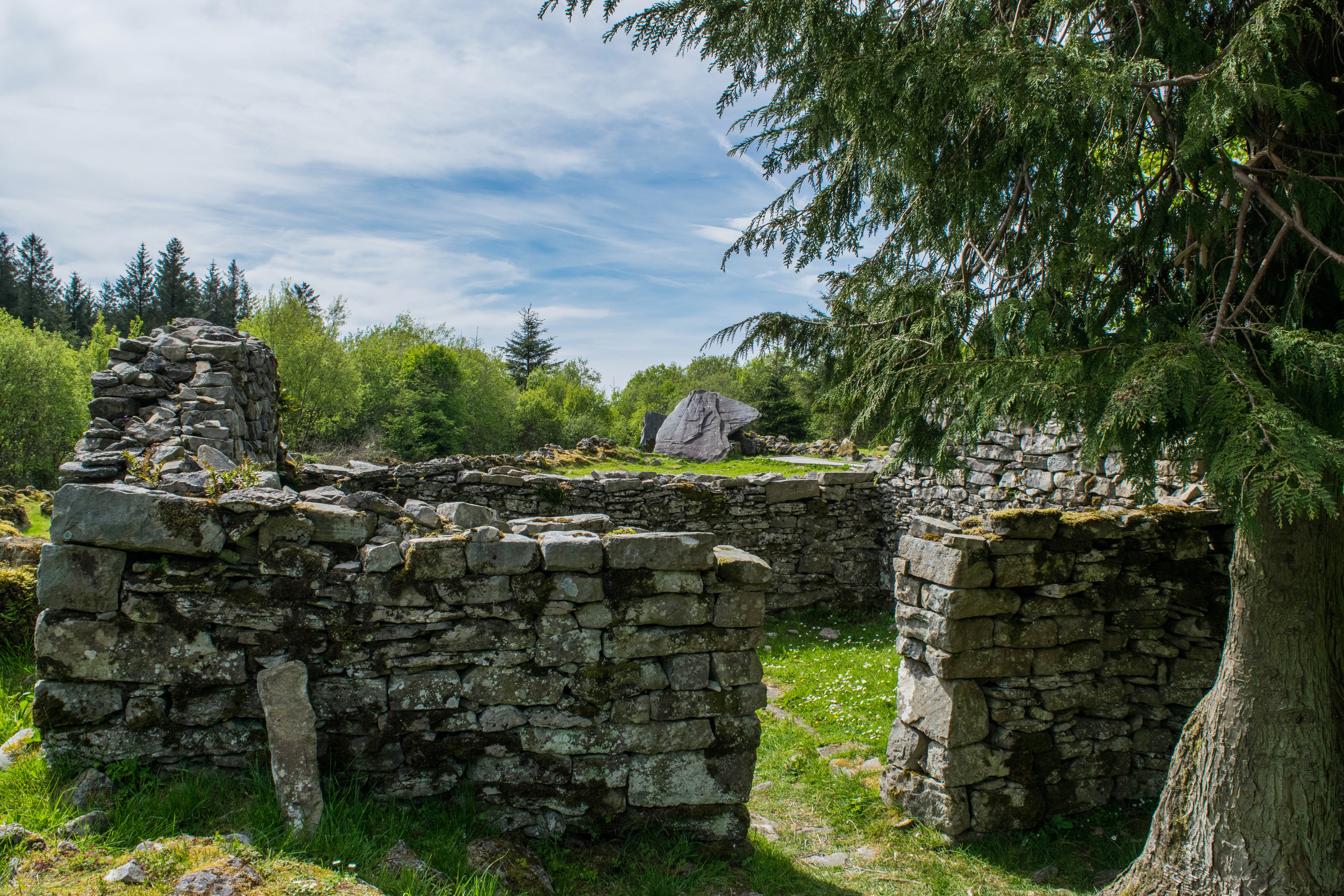
Der Cavan Burren Park liegt bei Blacklion